# Руда (трест)
Руда — железорудный трест в городе Кривой Рог, объединение предприятий по добыче железной руды Криворожского железорудного бассейна.

## История
Организован в январе 1931 года вместо расформированного Южно-рудного треста, от которого получил 11 действующих рудоуправлений:
- Рудоуправление имени Шварца (Пятихатском район);
- Рудоуправление «Красногвардейское» (будущее имени Розы Люксембург);
- Рудоуправление имени Кагановича (будущее имени 20-го партсъезда);
- Рудоуправление имени В. И. Ленина;
- Рудоуправление имени К. Либкнехта;
- Рудоуправление имени газеты «Правда» (присоединено к имени Ильича);
- Рудоуправление имени Чубаря (будущее «Ингулец»);
- Рудоуправление «Октябрьское»;
- Рудоуправление имени Артёма (будущее имени С. М. Кирова);
- Рудоуправление имени Ф. Э. Дзержинского;
- Рудоуправление имени Сталина.

В мае 1931 года добавилось четыре новых рудоуправления «Смычка», «МОПР», «Первомайское» и «Советское», рудоуправления имени Фрунзе и имени газеты «Правда» ликвидированы. К сентябрю 1931 года практика показала нецелесообразность изменений и рудоуправления были восстановлены в первоначальном составе.
На начало 1931 года в тресте работало свыше 20 тысяч горняков. В 1931 году добыча руды доведена до 7,7 млн тонн.
В апреле 1932 года управление треста во главе с Зориным переведено из Харькова в Кривой Рог.
В 1933 году окончена реконструкция и введены в действие шахты имени Орджоникидзе, имени Кирова, имени Шильмана и МЮД. В конце 1933 года рассматривался вопрос о выделении рудников Никополь-Марганцевского бассейна в отдельный трест.
В июле 1934 года создано Первомайское рудоуправление, в августе — шахтоуправление «Большевик», в ноябре — рудоуправление имени Ильича, введены в эксплуатацию шахты имени Коминтерна, «Коммунар» и «Жёлтая Река». В октябре 1935 года создано рудоуправление имени Хатаевича.
В марте 1939 года на основании постановления Совнаркома СССР и приказа наркома чёрной металлургии с целью приближения административно-технического руководства к шахтам и участкам начата ликвидация рудоуправлений в Криворожском бассейне. Вместо треста «Руда» создано три треста: «Дзержинскруда» (рудник имени Ф. Э. Дзержинского, руководитель Лебедь Николай Георгиевич), «Октябрьруда» (рудник имени К. Либкнехта, руководитель Лаштоба Фёдор Иванович), «Ленинруда» (рудник имени В. И. Ленина, руководитель Мелешкин Сергей Михайлович).
С 1 апреля 1939 года новые тресты приступили к работе.